# Бромид стронция
Бромид стронция — бинарное неорганическое соединение стронция и брома с формулой SrBr2. Бесцветные гигроскопичные кристаллы. Образует несколько кристаллогидратов.

## Получение
- Кристаллогидрат получают, действуя бромистоводородной кислотой на оксид стронция, его гидроксид или карбонат:

{\displaystyle {\mathsf {SrO+2\ HBr\ {\xrightarrow {\ }}\ SrBr_{2}+H_{2}O}}}
{\displaystyle {\mathsf {Sr(OH)_{2}+2\ HBr\ {\xrightarrow {\ }}\ SrBr_{2}+2\ H_{2}O}}}
{\displaystyle {\mathsf {SrCO_{3}+2\ HBr\ {\xrightarrow {\ }}\ SrBr_{2}+CO_{2}\uparrow +H_{2}O}}}

## Физические свойства
Бромид стронция образует бесцветные диамагнитные кристаллы ромбической сингонии, пространственная группа P bnm, параметры ячейки a = 0,713 нм, b = 0,885 нм, c = 0,544 нм, Z = 4.
При кристаллизации из водных растворов образуются кристаллогидраты SrBr2•6H2O, SrBr2•2H2O и SrBr2•H2O. 
Из неводных растворов выделены разнообразные сольваты, например SrBr2•n NH3 (где n=8, 2, 1).

## Химические свойства
- Из кристаллогидрата нагреванием можно получить безводный бромид стронция:

{\displaystyle {\mathsf {SrBr_{2}\cdot 6H_{2}O\ {\xrightarrow[{-H_{2}O}]{88,62^{o}C}}\ SrBr_{2}\cdot H_{2}O\ {\xrightarrow[{-H_{2}O}]{345^{o}C}}\ SrBr_{2}}}}
- Бромид стронция с бромом образует неустойчивый полибромид:

{\displaystyle {\mathsf {SrBr_{2}+Br_{2}\ {\xrightarrow {\ }}\ SrBr_{4}}}}

## Применение
- Бромид стронция используется как оптический материал.